# Моубри, Генри Сиддонс

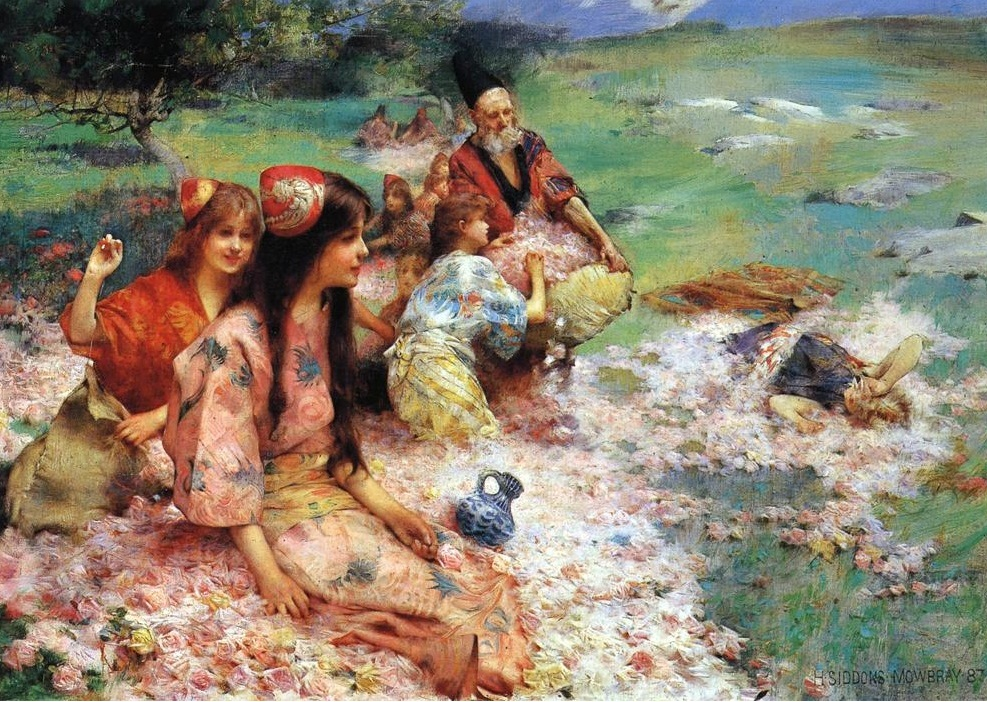
Генри Моубри, Урожай из роз (1887)

Генри Сиддонс Моубри (англ. Henry Siddons Mowbray; 1858, Александрия, Египет — 1928, Вашингтон, США) — американский художник.

## Жизнь и творчество
Генри Моубри родился в семье английского колониального чиновника в Египте. Рано осиротев, воспитывался у дяди в Массачусетсе, США.
После окончания школы Моубри поступает в военную академию в Уэст-Пойнте, однако через год, решив стать художником, её покидает. Приехав в Париж, он учится сперва у Леона Бонна, а затем в мастерской Жана-Леона Жерома. Выставлял свои картины в Париже, заслужив положительные оценки художественной критики. Затем Моубри уезжает в Италию, где изучает античное искусство. В 1903—1904 годах он возглавляет Американскую академию в Риме.
После возвращения в США Г. С. Моубри живёт и работает в качестве свободного художника в Вашингтоне. С 1891 года он — член Национальной академии дизайна в Нью-Йорке. В 1901 году преподавал на курсах Студенческой художественной лиги в Нью-Йорке.

## Полотна (избранное)
- Lady in black
- Retirement